# Debian GNU/kFreeBSD
Debian GNU/kFreeBSD – oparty na jądrze FreeBSD system operacyjny wydawany w ramach projektu Debian dla architektur zgodnych z i486. Była to dystrybucja GNU z narzędziami do zarządzania pakietami Debiana oraz jądrem FreeBSD. Litera k w nazwie kFreeBSD oznacza, że z całego systemu FreeBSD używane jest tylko jądro (od ang. kernel). Od wydania Debian Squeeze był to wydawany technical preview port. W ramach Debian Wheezy został oficjalnym portem. W ramach Jessie port utracił status oficjalny, przechodząc kilka lat później do ports archive, z którego został usunięty w połowie lipca 2023 roku.